# Pentagonia gymnopoda
Pentagonia gymnopoda är en måreväxtart som först beskrevs av Paul Carpenter Standley, och fick sitt nu gällande namn av Paul Carpenter Standley. Pentagonia gymnopoda ingår i släktet Pentagonia och familjen måreväxter.
Artens utbredningsområde är Panamá. Inga underarter finns listade i Catalogue of Life.